# Geschirrflicker

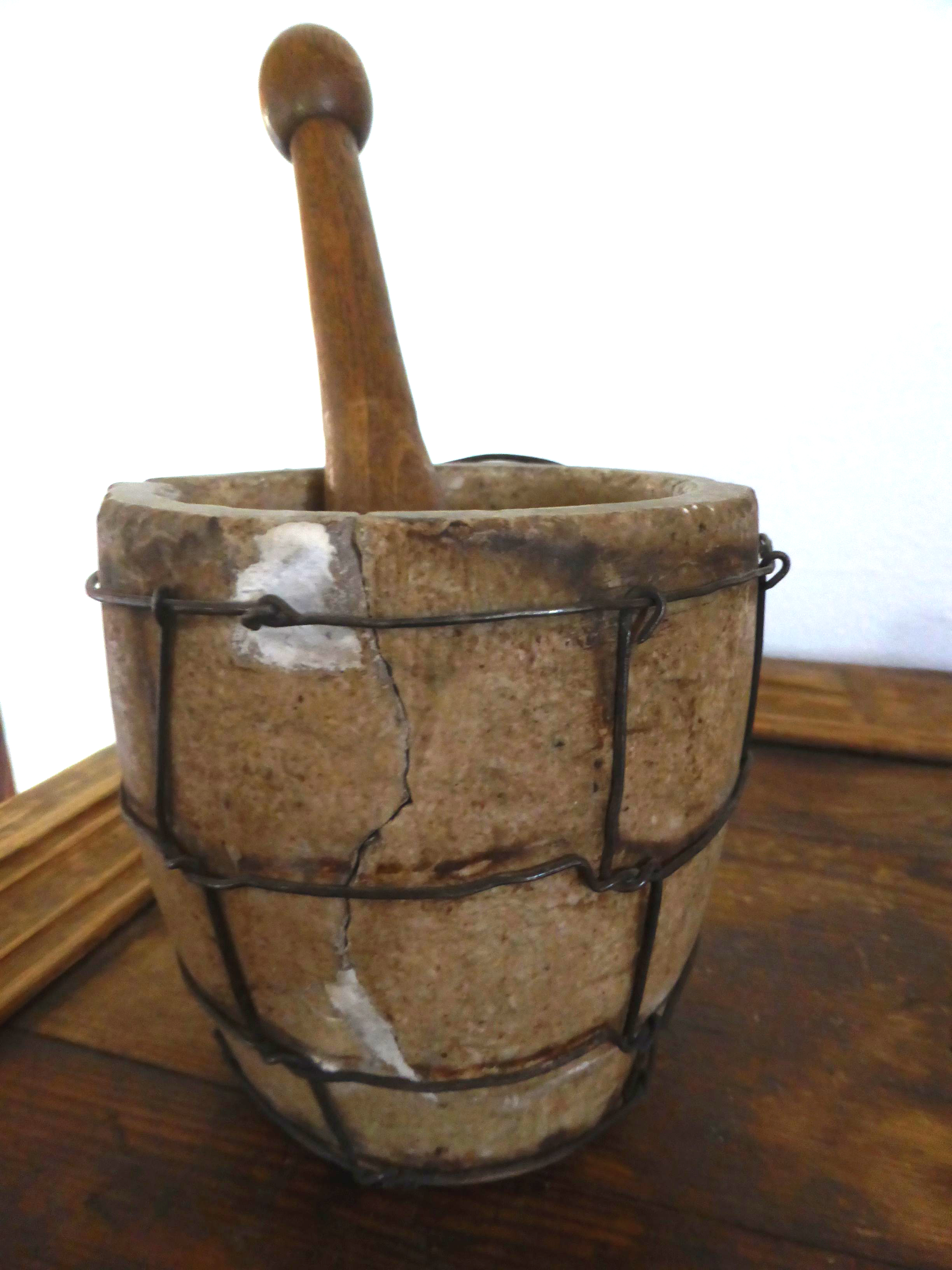
Geflickter Apothekenmörser

Der Geschirrflicker reparierte zerbrochenes, irdenes Geschirr. Für das bei höherer Temperatur gebrannte Porzellan war die Technik nicht verwendbar. Die weitgehend ausgestorbene Tätigkeit gehörte zu den niederen Berufen, die nicht in Zünften organisiert waren. 

## Geschichte und regionale Ausprägungen
Das Handwerk des Geschirrflickers ist seit römischen Zeiten nachweisbar. Mit Beginn des 20. Jahrhunderts wurde das Geschirr durch industrielle Fertigung immer billiger, womit sich eine Reparatur nicht mehr lohnte. Damit starb das Handwerk bis Mitte des 20. Jahrhunderts weitgehend aus.
In der Schweiz wurde der Geschirrflicker unter anderem als Chacheliflicker (Geschirrflicker) bezeichnet. Andere Schweizer Bezeichnungen für den Beruf waren Chachelihefter, Hafebinder, Beckibinder, Beckibööri, Beckibüezer, Chachlebüezer, Hafebüezer.

## Technik
Mit dem Drillbohrer wurden Löcher in die zerbrochenen Teile des meist irdenen (bei niedriger Temperatur gebrannten) Geschirrs gebohrt. Dann wurde die Bruchstelle mit Lehm bestrichen, die zusammengefügten Teile mittels sogenannter „Hefte“ (meist Draht, gelegentlich Schnur) fixiert und die Bohrlöcher ebenfalls mit Lehm oder „Bierschmilch“ und Bohrstaub wieder abgedichtet. Abschließend wurde das Reparaturgut ins Feuer gelegt und die Reparatur durch diesen „Nachbrand“ verfestigt. Als Draht wurden beispielsweise Klaviersaiten verwendet.